# فوكتيل
فوكتيل (بالروسية: Вуктыл) هي إحدى مدن روسيا في الكيان الفدرالي الروسي جمهورية كومي.